# Bronów (województwo świętokrzyskie)
Bronów – wieś sołecka w Polsce położona w województwie świętokrzyskim, w powiecie pińczowskim, w gminie Działoszyce.
W latach 1975–1998 miejscowość administracyjnie należała do województwa kieleckiego.
W czasie okupacji niemieckiej rodzina Matuszczyków (Stanisław, Marianna, Honorata Mucha-Matuszczyk i Wojciech Mucha) udzieliła schronienia Hymenowi, Pinkasowi i Joskowi Federman. Za udzieloną pomoc członkowie rodziny zostali uhonorowani medalem Sprawiedliwy wśród Narodów Świata.
| SIMC    | Nazwa        | Rodzaj     |
| ------- | ------------ | ---------- |
| 0237021 | Nowy Bronów  | część wsi  |
| 0237908 | Przytyk      | przysiółek |
| 0237038 | Stary Bronów | część wsi  |